# Estació de trens de Paradiso
L'Estació de trens de Paradiso (en luxemburguès:  Gare Paradiso,; en francès: Gare de Paradiso, en alemany: Bahnhof Paradiso) és una parada de trens que es troba en un territori de bosc prop de la ciutat de Wiltz, al nord oest de Luxemburg. La companyia estatal propietària és Chemins de Fer Luxembourgeois. L'estació està situada en el ramal ferroviari de la línia 10 CFL, que connecta la ciutat de Luxemburg amb el centre i nord del país.

## Servei
Paradiso rep els serveis ferroviaris pels trens de Regional Express (RE) i Regionalbahn (RB) amb relació a la línia 10 CFL entre Kautenbach i Wiltz.